# Franz Stypmann
Franz Stypmann (* 14. Juni 1612 in Greifswald; † 26. Februar 1650 ebenda) war ein deutscher Professor der Rechte.

## Leben
Franz Stypmann war der Sohn des Greifswalder Kaufmanns Franz Stypmann und der Barbara Botters. Er besuchte die Stadtschule und erhielt Privatstunden.
An der Universität Greifswald studierte er bei Joachim Völschow. Er ging anschließend nach Königsberg und ab Juni 1630 nach Rostock, um sein juristisches Studium fortzusetzen.
Wegen der Besetzung Greifswalds durch kaiserliche Truppen wurde er von den Eltern nach Hause gerufen. Hier setzte er seine Studien u. a. bei Friedrich Gerschow fort. 1633 führte ihn eine Bildungsreise in die Niederlande, nach Belgien und ins Rheinland.
Nach seiner Rückkehr trat Stypmann in den Dienst Alexander Erskeins und reiste zu den Prager Friedensverhandlungen.
1637 erhielt er den Grad eines Lizentiaten der Juristischen Fakultät in Greifswald. 1639 promovierte er zum Doktor der Rechte und wurde zum ordentlichen Professor berufen. 1642 zum Hofgerichtsrat am Greifswalder Hofgericht ernannt, heiratete Stypmann Ilsabe Bunsow, die Tochter eines Greifswalder Ratsherrn. Nach Abschluss des Westfälischen Friedens hielt er die Akademische Dankes- und Jubelrede. Auch der hebräischen und griechischen Literatur sowie Antiquitäten und der Theologie galt sein Interesse.
Stypmann starb sehr jung an Schwindsucht.